# Naše zprávy
Naše zprávy jsou zpravodajský pořad TV Barrandov vysílaný od roku 2014.
Poprvé se pořad vysílal v roce 2014, a to jako náhrada Hlavních zpráv televize Barrandov. Původně pořad moderovali dvojice – René Hnilička s Žanetou Slámovou, později s Petrou Pšeničnou. Další moderátoři byli Mirek Vaňura s Kristýnou Dušák a Petr Převrátil s Terezou Jemelíkovou, kterou nahradila Denisa Jeřábková a později Alexandra Mynářová. V roce 2018 byla Alexandra Mynářová nahrazena Evou Borskou.
V létě 2018 byl pořad zrušen a bylo oznámeno, že pořad bude nahrazen novou zpravodajskou relací. Zrušením zpráv porušila TV Barrandov vysílací licenci, a tak byl brzy poté nasazen nový pořad Moje zprávy s Jaromírem Soukupem. Nicméně dle Rady pro rozhlasové a televizní vysílání nebyly Moje zprávy zpravodajským pořadem, a tak od ledna 2019 nasadila TV Barrandov nové Naše zprávy, které moderovali Alexandra Mynářová a Petr Převrátil.
Od ledna 2019 se pořad vysílal každý den v nočních hodinách. V únoru 2019 přibylo také druhé vysílání – ve všední dny po poledni a o víkendu také dopoledne po 9. hodině. V moderování se střídali Eva Borská a Petr Převrátil, posléze byli nahrazeni Ondřejem Švecem a Šárkou Hrdličkovou.
Od září 2020 byl pořad nahrazen Mými zprávami, které se staly zpravodajskou relací. V letech 2021–2024 se Naše zprávy občasně do programu TV Barrandov vracely kvůli vysílací přestávce Mých zpráv.
Pravidelné vysílání Našich zpráv bylo obnoveno v nové podobě v červnu 2024, kdy došlo ke zrušení Mých zpráv Jaromíra Soukupa a vzniku nových zpravodajských pořadů. Současnými moderátory jsou Vladimír Pinker a Taťána Krchovová.